# Infostealer
Infostealer o info stealer ("ladrón de información" en inglés) es el nombre genérico de programas informáticos maliciosos del tipo troyano, que se introducen a través de internet en un ordenador con el propósito de obtener de forma fraudulenta información confidencial del propietario, tal como su nombre de acceso a sitios web, contraseñas o número de tarjeta de crédito.
Para ello pueden utilizar varios métodos, como captar las pulsaciones de teclas a través de un keylogger o añadir campos extra en formularios web para recoger la información suministrada por la víctima y reenviársela al atacante. También pueden robar información almacenada en el equipo infectado. Al ejecutarse, comprueban los programas instalados en el equipo y si tienen contraseñas recordadas, desencriptan esa información y la envían al creador.
Un infostealer puede afectar también al servicio de correo electrónico MSN Messenger, enviando mensajes falsos e incluso introduciendo en ellos datos incluidos por los usuarios en sus mensajes a través de dicho servicio.
Otro problema causado por un infostealer puede ser la desconexión involuntaria de un sitio web.
Estos programas pueden detectarse y eliminarse mediante software antivirus, aunque la mejor forma de evitarlos consiste en no abrir documentos anexos a correos electrónicos enviados por remitentes desconocidos o dudosos.